# Angle de despreniment

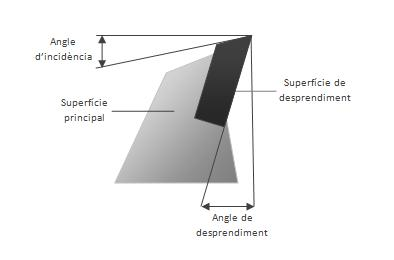
Diferents parts d'una eina de tall

L'angle de despreniment és l'angle format per la cara de despreniment de l'eina de tall utilitzada i la direcció perpendicular a la superfície de la peça mecanitzada. L'angle de despreniment influeix en la qualitat de tall, en la potència i en la força de tall. Està relacionat amb l'angle lliure o també anomenat angle d'incidència.

## Característiques

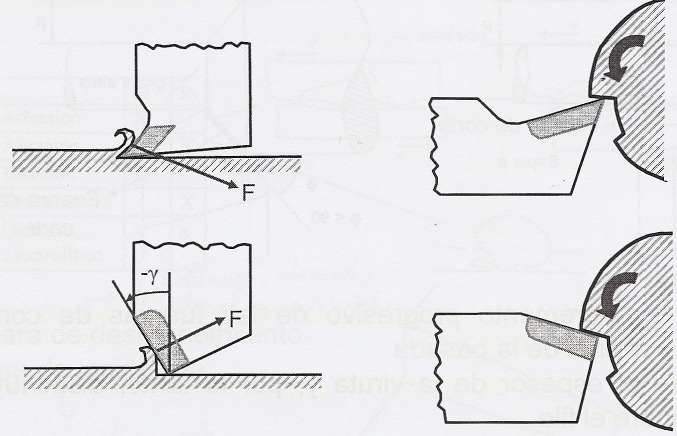
Tipus d'angle de despreniment

L'angle de despreniment depèn principalment de:
- La resistència del material de l'eina.
- La resistència del material a mecanitzar.
- La calor desenvolupada durant la mecanització.

L'angle de despreniment pot ser positiu o negatiu:
Positiu:
- Facilita el despreniment d'encenalls, s'aconsegueix un tall ràpid.
- Redueixen el fregament entre l'eina i l'encenall.

Negatiu:
- El despreniment d'encenalls és difícil; s'utilitzen grans forces de tall.
- Incrementa el fregament entre l'eina i l'encenall que produeix un increment del consum de potència amb el consegüent escalfament.
- Sol emprar-se quan s'han de mecanitzar materials durs.

## Valors
Segons el material del qual està feta l'eina de tall i el material de la peça que es vol mecanitzar s'utilitzen els següents valors per a l'angle de despreniment.
| Material peça       | Angle despreniment (acer ràpid) | Angle despreniment (metall dur) |
| ------------------- | ------------------------------- | ------------------------------- |
| Acer 370-1200 N/mm² | 5º-25º                          | 0°-15º                          |
| Alumini fos         | 20º-30º                         | 10º-20º                         |
| Alumini al bronze   | 15º-20º                         | 6º-12º                          |
| Bronze fos          | 5º-10º                          | 4º-7º                           |
| Ferro fos tou       | 12º-18º                         | 6º-12º                          |
| Ferro fos semi-dur  | 10º-15º                         | 4º-9º                           |
| Ferro fos dur       | 5º-10º                          | 0°-5º                           |
| Ferro fos tou       | 12º-18º                         | 6º-12º                          |
| Coure               | 20º-30º                         | 10º-20º                         |
| Fosa mal·leable     | 10º-15º                         | 5º-10º                          |
| Plàstics            | 20º-35º                         | 10º-25º                         |